# Alejandra Bravo
Pour les articles homonymes, voir Bravo.
María Alejandra Bravo de la Parra, née le 29 avril 1961 est une biochimiste mexicaine.

## Biographie
En 1985, elle obtient une licence en sciences biomédicales à l'université nationale autonome du Mexique. En 1986, elle y obtient un master et en 1989, elle y soutient sa thèse. Entre 1988 et 1993, elle est chercheuse associée à l'institut de biotechnologie de cette université. Entre 1990 et 1991, elle effectue ses recherches postdoctorales auprès de Plant Genetic Systems (en) à Gand. En 1993, elle devient professeur titulaire à l'université nationale autonome du Mexique.

## Polémique au sujet des études de la bactérieBacillus thuringiensis

### Publications et séparation de la responsabilité de l'Institut de biotechnologie de l'UNAM
En septembre 2012 un groupe de chercheurs publient une révision critique sur les modes d'actions des insecticides Bacillus thuringiensis dans lequel il était conclu que les modèles mexicains n'étaient pas réplicables, en se basant sur les analyses d'une publication d'Alejandra Bravo et de son époux Mario Soberón.
À cause de cela, les deux scientifiques furent destitués de leurs fonctions, Bravo de la présidence de la Commission de Bioétique et Soberón de la direction du Département de Biologie Moléculaire, il a été constitué une commission d'évaluation pour analyser les faits, composée de Rubén Lisker, Rosario Muñoz y Jean Philippe Vielle Calzada. Selon les enquêtes réalisées par la Commission, deux des onze articles présentent « des évidences claires et fortes de manipulations inappropriées et catégoriquement condamnables. » Certains membres du Conseil Technique de l'Enquête Scientifique indiquèrent que la manipulation " n'a pas l'intention de changer les résultats, mais d'améliorer une image pour générer un plus grand contraste". Les scientifiques se sont mis en relation avec les éditeurs des revues concernées par les publications, ces derniers n'ont pas demandé à publier un erratum.

### Revendication et réincorporation à l'Institut de biotechnologie de l'UNAM
Le fait d'avoir « manipulé » les images dans deux des publications a attiré l'attention du Bureau de l'intégrité scientifique (ORI) et des Instituts nationaux de Santé des États-Unis (NIH) , cette dernière a vérifié les faits et affirma qu'il ne s'agissait pas de conduites inappropriées que de modifier certaines images sur les études de la bactérie Bacillus thuringiensis (BT), il a été alors décidé de continuer à donner un soutien académique et financier aux travaux des deux scientifiques.
En avril 2013, la ORI signale qu'ils doivent fournir tous les efforts raisonnables et pratiques pour restaurer et protéger la réputation de Bravo et Soberón car il n'y a pas eu de constatation de fautes à l'éthique durant leurs recherches. Depuis janvier 2013, la Défense des Droits Universitaire de l'université nationale autonome du Mexique a entrepris une étude approfondie sur ce cas, pour apporter une solution définitive ont été convoqués plusieurs autorités et membres de la communauté universitaire : le directeur de l'Institut de Biotechnologie, certains membres du Conseil Interne de l'Institut, le coordinateur de l'Investigation Scientifique de l'UNAM et les deux chercheurs mis en cause. Finalement, le 27 septembre 2013, la Défense recommande à l'Institut de Biotechnologie de réincorporer Bravo et Soberón à leurs fonctions académiques avec toutes leurs responsabilités et attributions. Ces accords ont été approuvés par le Conseil Interne de l'IBT, ce qui signifie que les deux chercheurs se réintègrent pleinement à la vie académique de leur institution, sans aucune sanction.

## Récompenses et honneurs
- 2002 : membre de l'Académie mexicaine des sciences[2]
- 2010 : prix L'Oréal-Unesco pour les femmes et la science[7] pour ses travaux sur le mécanisme d'action d'une toxine bactérienne qui agit comme un insecticide[8].